# Space Hulk: Deathwing
Space Hulk: Deathwing ist ein Ego-Shooter im futuristischen Tabletop-Spieleuniversum Warhammer 40.000, entwickelt vom französischen Streum On Studio in Zusammenarbeit mit Cyanide Studios. Er erschien am 14. Dezember 2016 über den französischen Publisher Focus Home Interactive für Windows. Am 22. Mai 2018 erschien das Spiel als überarbeitete, erweiterte Enhanced Edition auch für die Spielkonsolen PlayStation 4.

## Spielprinzip
Space Hulk: Deathwing basiert wie auch die früheren Space-Hulk-Titel auf dem gleichnamigen Brettspiel von Games Workshop. Gleichzeitig orientiert es sich spielerisch am Zombie-Shooter Left 4 Dead. Eine Gruppe schwerbewaffneter Space Marines durchsucht riesige im Weltraum treibende Raumschiffwracks und Schrottkonglomerate, sogenannte Space Hulks, um sie von bedrohlichen Außerirdischen aus dem Volk der Genestealer zu säubern.
Die Solo-Kampagne besteht aus neun Leveln, die durch kleinere Zwischensequenzen eine einfache Hintergrundgeschichte erzählen. Die Story stammt aus der Feder des Warhammer-40k-Autors Gav Thorpe. Hier schlüpft der Spieler in die Rolle eines Scriptors der 1. Kompanie des Space-Marine-Ordens der Dark Angels. Die Kompanie wird auch Deathwing genannt und besteht nahezu ausschließlich aus erfahrenen Space Marines, die mit den seltenen, überschweren Terminatorenrüstungen ausgerüstet sind. Der Spieler wird von zwei computergesteuerten Teammitgliedern begleitet, einem Sanitäter und einem Spezialisten für schwere Waffen. Zusammen bewegt sich das Squad zu vorgegebenen Wegpunkten und versucht sämtliche Gegner zu eliminieren. Das Waffenarsenal besteht aus Nahkampfwaffen (z. B. Energieschwert, -hammer, -faust), Fernkampfwaffen (z. B. Bolter, Plasmakanone) und psionischen Kräften. An manchen Stellen müssen Türen zum Öffnen gehackt werden und in den Leveln können außerdem versteckte Relikte gefunden werden, mit denen die Spielfigur diverse Boni erhält. Stirbt ein Begleiter, kann man insgesamt vier Mal pro Level zur Basis zurückteleportieren und ihn dort wiederbeleben. Hier kann auch die Ausrüstung nochmals angepasst werden. Freies Speichern innerhalb des Levels ist nicht möglich, stattdessen gibt es ein automatisches Speicherpunkt-System. Über ein System von Talentpunkten (Inbrunstpunkte) kann der Spieler mit der Zeit seine Spielfigur durch passive Boni oder zusätzliche psionische Kräfte verbessern.
Alternativ kann Deathwing auch von bis zu vier Spielern kooperativ gespielt werden. Dann entfallen jedoch die Zwischensequenzen, versteckten Reliquien und Zwischenspeicherungen. Auch die Charakterentwicklung wird reduziert auf vier mögliche Charakterlevel, die automatisch einige neue Fähigkeiten und zusätzliche Waffen freischalten. Diese werden jedoch bei jedem neuen Spiel wieder zurückgesetzt.

## Entwicklung
Die Entwicklung von Space Hulk: Deathwing wurde im August 2013 angekündigt. Als technische Grundlage wurde die Unreal Engine 4 genutzt.
Nach den negativen Kritiken kurz nach Veröffentlichung versprach der Entwickler, die Stabilität des Spiels zu verbessern und den Spielumfang durch Patches zu erweitern, um so bis zur Veröffentlichung der Konsolenfassung eine erweiterte Enhanced Version des Spiels zu schaffen. Das erste Update auf Version 1.06 erschien im Dezember 2016 und behob ausschließlich technische Probleme, vor allem der Grafikleistung und Bugs, die ein Beenden des Spiels unmöglich machen. Patch 4 vom März 2017 erweiterte die Waffenauswahl im Multiplayer. Patch 5 vom Mai 2017 fügte den Special-Missions-Modus hinzu, der durch mehr zufällige Ereignisse und variierte Spawn-Positionen der Gegner für mehr Abwechslung sorgen sollte. Die sechste Aktualisierung mit der Bezeichnung Return to Olethros erschien im Juni 2017. Es integrierte die Spezialmissionen vollständig im Einzel- und Mehrspielermodus und fügte dem Mehrspielermodus neue Spieler-Fähigkeiten hinzu.
Am 22. Mai 2018 veröffentlichte Focus Home Interactive die Enhanced Edition schließlich für PS4 und Windows. Besitzer der ursprünglichen Fassung erhielten die Neuerungen als kostenloses Update. Insgesamt wurden das Fortschrittssystem (z. B. Rüstungen, Waffenskins, Aufsätze, Boni) und die Waffenauswahl erweitert, neue Gegner- und Missionstypen hinzugefügt und mit dem Ordenspriester eine neue Spielerklasse hinzugefügt.

## Rezeption
Space Hulk: Deathwing erhielt meist negative Kritiken (Metacritic: 58 von 100 (WIN)/ 55 (PS4)).

„Atmosphärisch toller Ego-Shooter, der an monotonem Gameplay, Performance-Problemen und einem schwachen Koop-Modus krankt.“

“I played Space Hulk: Deathwing alone and had a lousy time. Then I played it with others and ALL GLORY TO THE EMPEROR OF MANKIND! Oops, I did it again.”

„Ich habe Space Hulk: Deathwing alleine gespielt und hatte eine lausige Zeit dabei. Dann hab ich es zusammen mit anderen gespielt und RUHM DEM IMPERATOR DER MENSCHHEIT! Ups, ich hab es schon wieder getan.“

„In meiner Schulzeit habe ich selbst eine Deathwing-Terminatoren-Armee aufs Tabletop-Schlachtfeld geführt, deshalb wollte ich voller Wohlwollen auf dieses Spiel blicken. Es gelingt mir aber einfach nicht. Die Warhammer-Stimmung kommt zwar hervorragend rüber, doch bald wird die Action selbst für den größten Fan monoton.“

“Deathwing remains a game for the 40K hardcore, who will lap up the environments and spend hours earning renown points to buy the sweet Guardian of the Covenant outfits. The improved framerate and some fresh blood in the multiplayer will give fans an excuse to jump back in and shout about PURGING FOR THE EMPEROR once again, but it's still tough to recommend to anyone else.”

„Deathwing bleibt ein Spiel für 40k-Hardcore-Fans, die begierig die Umgebung aufsaugen und Stunden damit verbringen werden, sich Inbrunstpunkte zu verdienen, um die großartigen Guardian-of-the-Covenant-Outfits kaufen zu können. Die verbesserten Frameraten und etwas frisches Blut für den Multiplayer gibt Fans einen Grund, zurückzukehren und nochmals etwas wie ELIMINIERT SIE FÜR DEN IMPERATOR zu brüllen; aber es ist weiterhin schwer es irgendjemand anderem zu empfehlen.“